# Miklós Szabó (judoka)
Miklós Szabó (ur. 21 grudnia 1955) – australijski judoka. Olimpijczyk z Atlanty 1996, gdzie zajął 21. miejsce w wadze ciężkiej.
Siódmy na mistrzostwach świata w 1983; uczestnik zawodów w 1995. Startował w Pucharze Świata w 1995. Złoty medalista mistrzostw Oceanii w 1994 i brązowy 1996. Mistrz Australii w latach 1979, 1980, 1983, 1991-1994 i 1998.

## Letnie Igrzyska Olimpijskie 1996
| Konkurencja | Eliminacje                    | Klas. końcowa |
| Konkurencja | Przeciwnik I                  | Miejsce       |
| ----------- | ----------------------------- | ------------- |
| +95 kg      | Charalambos Papaioanu (GRE) P | 21.           |